# Mindennapi élet Izlandon a 13. és a 19. század között
Izlandon a honfoglalás utáni első évszázadok elmúltával a korábbiaknál is sokkal nehezebbé vált a mindennapi élet a kis jégkorszak klimatikus viszonyai, a kevés erdő kiirtása, valamint a vulkánkitörések és járványok miatt. A lakosság a szó szoros értelmében évről évre a puszta túlélésért küzdött, és a helyzet súlyosságát jól mutatja, hogy az izlandi eredetű grönlandi viking telepesek a 15. századra elvesztették a mostoha természeti körülményekkel folytatott küzdelmet és kihaltak.
Izlandot gyakran – tévesen – egyfajta ősi demokráciának tartják a honfoglalás utáni törvényhozó népgyűlések rendszere miatt. Ez eredetileg sem volt teljesen igaz, hiszen a népgyűléseken csak a nagycsaládok fejei vehettek részt a döntésekben, és később, a norvég, majd dán uralom alatt, a gyarmati korban ez is megszűnt. A gazdaságilag hasznosítható földterület az általában a korábbi törzsfőnökök családjából kikerült néhány nagybirtokos kezében összpontosult, illetve a dán korona birtokába került vagy egyházi tulajdon lett, és a családfők többsége is a bérlők helyzetébe süllyedt. A személyi szabadság koncepciója az önálló farmerek esetében is háttérbe szorult, „alattvalóik” esetében pedig egyszerűen nem létezett. Működött azonban egyfajta szociális háló, és igen erős volt a társadalmi szolidaritás érzése az emberekben, különösen a természeti katasztrófákkal szemben.

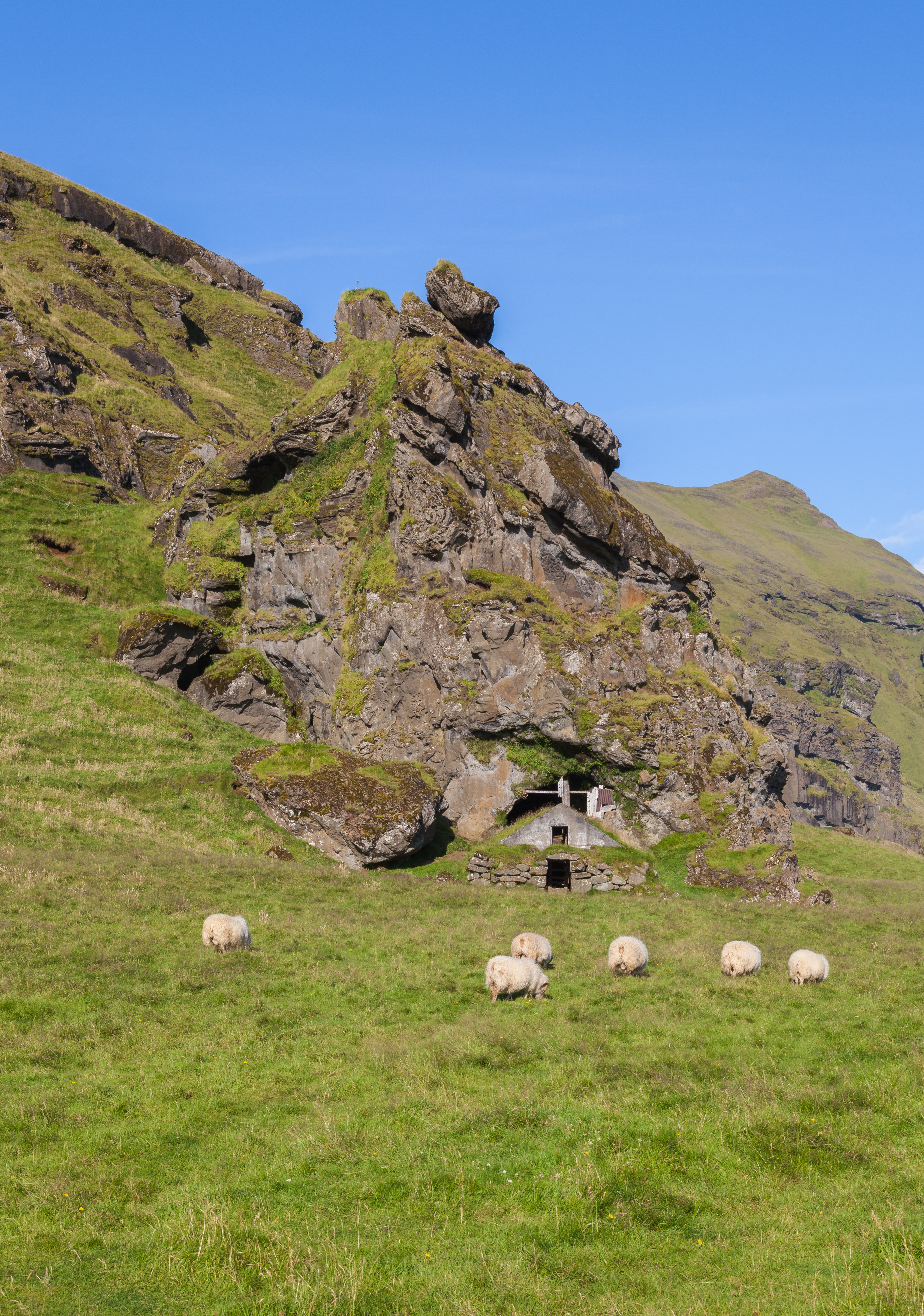
Hagyományos farmépület a sziklák tövében, alul juhakol, felül lakóhely, előtte birkák

A rendkívül nehéz természeti, társadalmi és gazdasági körülmények között is fennmaradt az izlandi társadalom magas kulturális színvonala, különösen az írástudás és a régi mondák (sagák) ismerete.
Az akut létbizonytalanság még a 18. században is fennállott, az akkori különösen katasztrofális vulkánkitörések és pestisjárványok miatt. A 19. században az Izlandra is eljutó technikai fejlődés és a polgárosodás kezdetei révén javulni kezdett a helyzet, itt is megindult a nemzeti ébredés folyamata, ami aztán a 20. század elejére az ország fokozatos függetlenedéséhez és modernizációjához vezetett.
A szóban forgó hosszú időszak alatt természetesen történtek változások az izlandi társadalomban, gazdaságban és a mindennapi életben, ezek azonban csekélyek voltak, inkább az állandóság volt a jellemző.

## Társadalmi szerkezet
Az izlandi társadalom patriarchális nagycsaládokra épült, alapegysége a családfő által birtokolt farm volt a lakosaival együtt. Ezek a gazdaságok körzetekbe tömörültek, egy-egy körzetbe legalább húsz „teljes jogú” farm tartozott. A körzetek együttesen szedték be és továbbították az adót, valamint szociális kötelezettségeik is voltak: biztosítaniuk kellett, hogy senki ne váljon hajléktalanná, illetve ne haljon éhen.
Az izlandi társadalom szerkezeti sémája ekkoriban alapvetően a következő kategóriákat tartalmazta: teljes jogú parasztgazda – albérlő-farmer – vándorlegény – béresek – a körzet eltartottjai – csavargók.

### Parasztgazdák

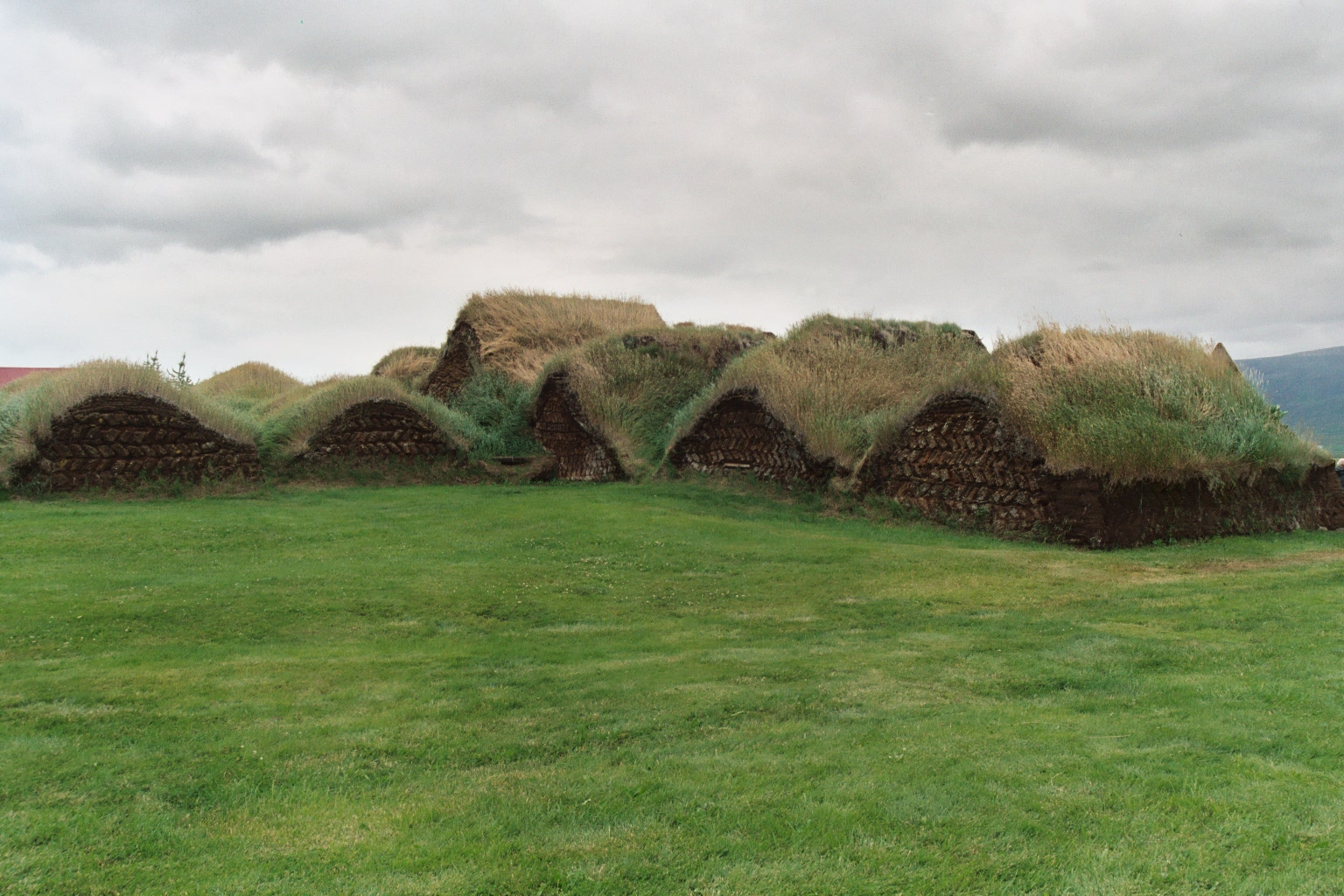
Egy nagyobb középkori izlandi farm rekonstrukciója

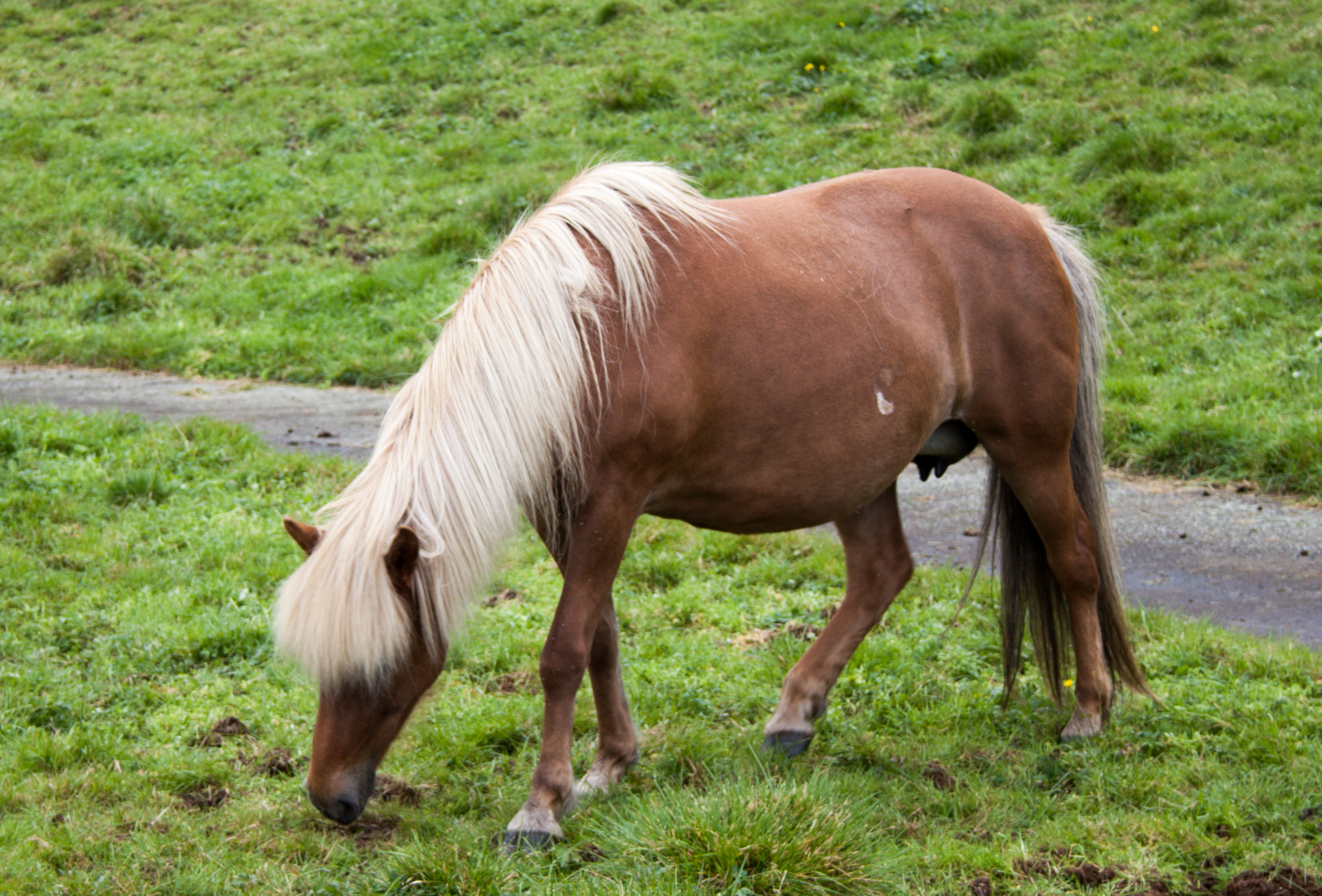
Néhány lovat is tartottak a sikeresebb gazdaságok

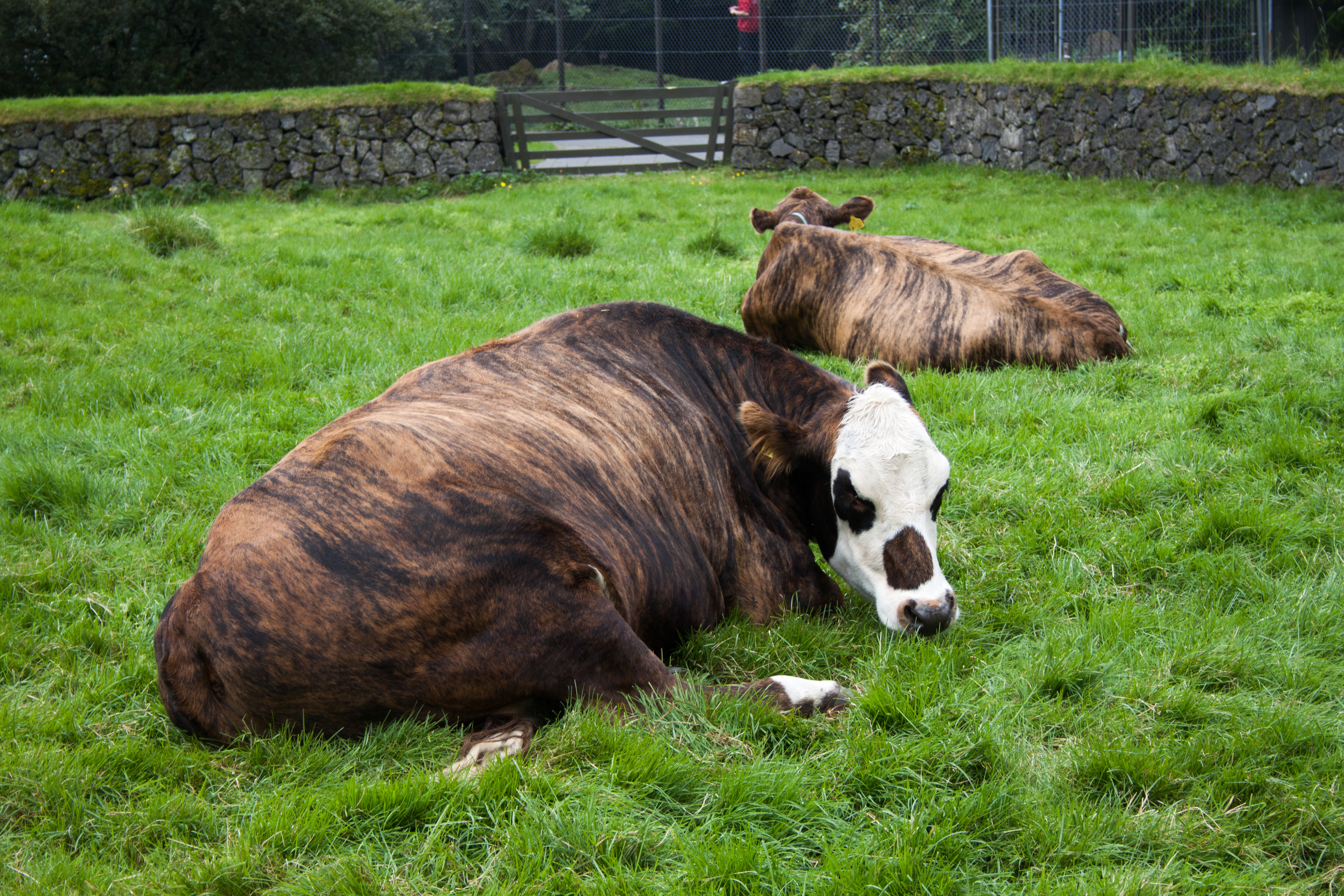
Szarvasmarhák a reykjavíki állatkert háziállatai között

A teljes jogú gazdák túlnyomórészt maguk is bérelték a földet egy-egy évre, amelynek végén egész családjukkal, dolgozóikkal és eltartottjaikkal más birtokra költözhettek, amint az gyakran meg is tették. A gazdaságilag hasznosítható izlandi földterületek mintegy felének nagybirtokosok, másik felének az állam és/vagy az egyház voltak a tulajdonosai.
Egy-egy ilyen tanyán sokféle társadalmi állású ember élt együtt: a parasztgazda családja, béresek, esetenként pedig ideiglenesen hozzájuk csatlakozó vándorlegények és csavargók, végül a körzet, a közösség gondozottjai, akiknek eltartásáért a farmer egy minimális fizetséget kapott.
A személyes szabadság koncepciója gyakorlatilag nem létezett, a családfő a birtokán élő minden személy felett totális ellenőrzést gyakorolt. A birtokot csak az ő kifejezett engedélyével lehetett elhagyni. (Egyébként maga a családfő is csak a körzeti vagy egyházi hatóságok engedélyével mozoghatott az országban.) A gazda a béresek minden jövedelme felett ellenőrzést gyakorolt, beleértve azt is, amit esetleg a farmon kívül – például a halászatba történő eseti bekapcsolódás révén – szereztek. A béresek jogállása így gyakorlatilag azonos volt a család gyermekeiével. A totális kontroll fejében a családfő köteles volt biztosítani lakhatásukat, étkezésüket, ruházkodásukat.

### Albérlő-farmerek
Az albérlő a teljes jogállású bérlő gazda földjéből vett egy részt albérletbe. Ezen a területen családjával szabadon gazdálkodhatott, de a teljes jogú gazda felelős volt azért, hogy ő is fenntarthassa magát, és ne a körzeti hatóságnak kelljen gondoskodnia az illetőről.

### Vándorlegények, „szabadúszók”
A szabadúszó vándorok különleges társadalmi csoportot alkottak. Az ilyen helyzetük legalizálásához pénzügyi függetlenséggel, számottevő vagyonnal kellett rendelkezniük, konkrétan tíz tehén értékének megfelelő mértékben. (Önálló farm bérléséhez elegendő volt három tehén értékű vagyon.) Az ilyen személyek szabadon vállalhattak munkát például a szénagyűjtés főszezonjában, amikor ezzel jól lehetett keresni. Egész évi megélhetésükről viszont maguknak kellett gondoskodniuk. Gyakran foglalkoztak kereskedéssel, a hátukon vagy teherhordó lovon szállították a városból a távol eső tanyákra a vásznat, szerszámokat, tűket, késeket, ollókat, de a mindig keresett könyveket is.

### Béresek
A béresek tették ki az ország lakosságának nagy részét, még a 19. században is a 25%-át. Aki nem rendelkezett legalább három tehénnel, az nem bérelhetett önálló farmot, így gyakorlatilag kötelező volt béresnek állnia. Az évi fizetségük általában egy fél tehén árát tette ki, ami szinte kizárta az önállósulásukat. Béresként viszont nősülni sem nősülhettek, csak azok köthettek házasságot, akik pénzügyileg képesek voltak önálló gazdálkodást indítani, azaz farmot bérelni.
A női béresek egyáltalán nem kaptak fizetséget, nekik pusztán az ellátás fejében kellett dolgozniuk.
A béresek munkaéve májustól májusig (az izlandi tavaszig) tartott, és minden év májusában volt egy négy napos periódus, amikor a béresek „átigazolhattak” egy másik farmra.

### A körzet eltartottjai
Bár mindenki számára kötelező volt az álláskeresés a farmokon, előfordult, hogy nem jutott munka mindenkinek. Az egyik szélsőséges helyzet 1783 után alakult ki: a Laki vulkán kitörése Izland lakosságának a negyedét megölte, a juhok 80%-át, a többi háziállat 50%-át elpusztította. A túlélő lakosság nagy része munkalehetőség nélkül maradt a földeket borító vulkáni hamu miatt. A munkanélküliek a lakhelyük szerinti közigazgatási körzetek eltartottjai lettek, őket elosztották a megmaradt farmok között, és a létfenntartásukért a hatóság fizetett egy minimális összeget a farmok gazdáinak. Ezt a „szociális juttatást” azonban az ő adósságukként feljegyezték, és kötelezték őket annak későbbi visszafizetésére. Ezzel gyakorlatilag a körzet foglyai lettek, például nem házasodhattak.

### Csavargók
A társadalom legalsó rétegét a törvényen kívül álló csavargók adták, akik nem tudtak vagy nem akartak beilleszkedni a társadalom rendjébe. Néhányan szélhámoskodtak, megpróbáltak visszaélni a tanyasiak vendégszeretetével, mások szórakoztató fellépésekkel – elbeszélésekkel, versmondással, énekkel, zenével – igyekeztek megváltani néhány napos eltartásukat az egyes gazdaságokban, vagy egyszerűen koldultak, testi, szellemi hátrányos helyzetükre hivatkozva. Ha több csavargó találkozott egy farmon, akkor gyakran összecsaptak egymással a konkurencia miatt, aminek látványa aztán újabb szórakozási lehetőség lett a tanya lakóinak. De általában nem utasították el őket, mert az általuk hordozott pletykák nagyon érdekelték az elszigetelt körülmények között élő parasztokat, másrészt pedig mindenképp el akarták kerülni, hogy a csavargók éppen az ő gazdaságukról vigyenek majd szét negatív híreket.
A csavargók ellen időnként szigorú törvényeket hoztak. 1564-ben például egy törvény lehetővé tette azon csavargók kasztrálását, akik veszélyt jelentettek a parasztok leányaira…

## Gazdaság, megélhetés

### Gazdasági év, izlandi naptár
Az éghajlati sajátosságok miatt a régi izlandi naptár csak két évszakot különböztetett meg, a telet és a nyarat. A nyár első napját április utolsó csütörtökében határozták meg, ez ma is munkaszüneti nap. A hagyomány szerint, ha erre a napra virradóan fagy, akkor a nyár jó lesz. Ellenkező esetben egész nyáron hűvös maradhatott az idő. (Ez a valóságban persze nem konkrétan az április végi fagyos éjszaka miatt történt, hanem mert a Jeges-tenger jege lehúzódott Izland közelébe; időnként jegesmedvék is ellátogattak a szigetre.) A hideg nyár gátolta a fű növekedését, a birkák téli táplálékául szolgáló széna begyűjtését és súlyos gazdasági nehézségek forrása lett. Az izlandi „nyár” elején került sor az állatok kihajtására a legelőkre, ami szükséges volt a takarmány fogyta miatt, de veszélyes is, mivel egy késői hóvihar súlyos pusztítást vihetett végbe közöttük. (Manapság, széles körben elterjedt ottani tréfás mondás szerint, az izlandi nyár július 30-ától augusztus 2-áig tart.)

### Juhtenyésztés

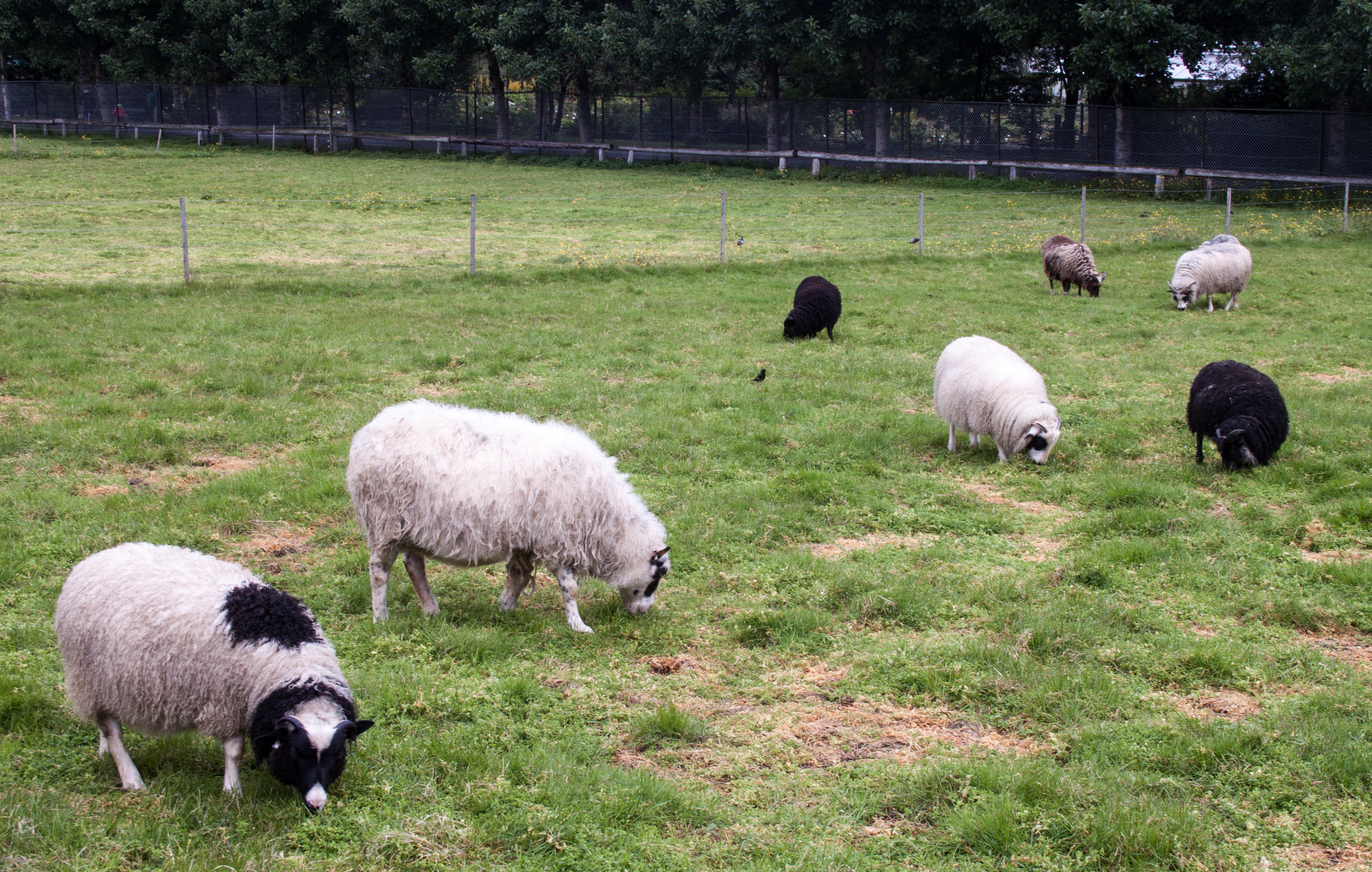
Izlandi birkák

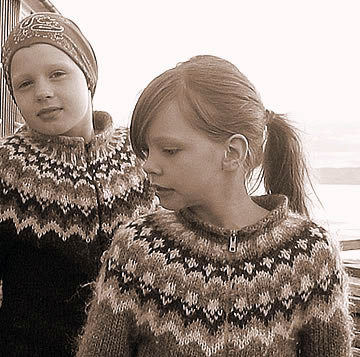
Két kislány hagyományos izlandi gyapjúáruban

Az izlandi gazdaság alapja ezekben a hosszú évszázadokban túlnyomórészt a mezőgazdaság, ezen belül is a birkatenyésztés volt. Gabonatermesztéssel az izlandi honfoglalás után egy ideig még próbálkoztak, de aztán ez a kis jégkorszak körülményei között teljesen lehetetlenné vált.
Az egész izlandi társadalom megélhetése alapvetően a juhtenyésztés függvénye volt. A juh izlandi neve egyben pénzt is jelent (hasonlóképpen a középkori magyar marha szó jelentéséhez). A juhászt jelentő régi izlandi szó jelentése ma pénztáros, kincstárnok.
Az izlandi étkezés alapja ezekben az évszázadokban a birkák teje volt feldolgozott és nyers formában. Minden más élelmiszer csak kiegészítőként jelent meg a táplálkozásban.
A fél éves tél idején a birkákat a nyáron begyűjtött szénával etették, majd tavasszal kihajtották azokat a legelőkre, ahol egész nyáron át legeltek. A tavaszi munka az istállók kitakarításával, a trágya kihordásával kezdődött. Az istállótrágyát nem csak a legelők, a földek javítására használták, hanem szárított állapotban ez lett az általános fűtőanyag az erdők kiirtása után. A trágyán füstölték a húst is, és az így elkészített birkacomb ma is az izlandi konyha egyik csemegéje.
A birkák minden porcikáját hasznosították, de legfontosabb „termékük” a gyapjú volt. A gyapjút kézzel gyűjtötték be a júniusban meginduló vedlés idején, egyszerűen leszedték a birkákról a csomókban lógó szőrzetet. Birkanyíró ollót csak a 19. századtól használtak erre a célra. Az így begyűjtött gyapjút nagy edényekben, tűz felett melegített vizeletben mosták sokáig, majd patakvízben öblítették. Utána következett a kártolás (kifésülés), majd a fonás, végül a kötés. Ebben a korban minden izlandi textíliát gyapjúból készítettek, illetve a külső ruházat céljára azt a bőrrel együtt használták fel. A birkabőrből készült szűrök, mellények célszerűek és szemrevalók voltak, annál kevésbé voltak praktikusak a szükségből ugyancsak birkabőrből készült bocskorszerű lábbelik.
A birka húsát – és minden ehető részét – természetesen elfogyasztották. A húst füstöléssel, szárítással tartósították. Az állat egyes részeit természetgyógyászati célokra próbálták meg hasznosítani; a csontokból pedig a gyermekek által nagyon kedvelt játékok készültek.

### A széna begyűjtése
A tradicionális mezőgazdaság legfontosabb munkája a széna begyűjtése volt. Ez július végén kezdődött, amikor a gyermekláncfű termése beérett. A régi izlandi naptár ezt az egész hónapot a szénagyűjtésről nevezte el. A férfiak aratták a füvet sarlóval, az asszonyok és a gyermekek gyűjtötték azt sorokba gereblyéikkel. Nagy szégyennek számított a férfiak számára, ha a nők sora utolérte őket.
A szénát ezután többször megforgatták, szárították, majd bebálázták és lovakon farmokra szállították. Egy esős augusztus szinte katasztrófát jelenthetett. A széna tárolása is nagy kihívás volt; célszerű tárolóhelyet nagyon kevés gazdaság tudott magának kialakítani. A nedves széna megromlott és mérgező lett a jószágok számára, más esetekben a bálák mélyén öngyulladás következhetett be.
A szénagyűjtés eredménye meghatározta az egész éves gazdálkodás alapját. A rohammunkába a gazdaság saját béresein kívül „szabadúszó” vándorlegényeket is bevontak, viszonylag jó fizetségért. A dolgozók az északi fehér éjszaka körülményei között hajnali négykor keltek és este 11-ig dolgoztak.

### Nyári legelők
Minden farmnak volt nyári legelője is a hegyekben, ahová a birkákat és a teheneket (ha voltak ezek is) tavasszal felhajtották és a nyarat ott töltötték. Az állatokat általában két ember kísérte, egy fiúgyermek (már 7 év körüli kortól) és egy nő; a fiú terelte össze az állatokat a naponta végzett fejésre, amit az asszony végzett, aki aztán a tejet fel is dolgozta vaj vagy skyr formájában. (Ez egy ma is népszerű izlandi tejtermék, sűrű joghurthoz vagy kissé savanykás tejfölhöz lehet hasonlítani.) A késztermékért néhány naponta felment valaki a gazdaságból, hogy elszállítsa, és a farmon azt elfogyasztották vagy télire betárolták.

### Háziipar
A házi kézműipari munka csúcspontja a karácsony előtti időszak volt, amikor a gazdaságokban mindenki kampányszerűen dolgozott, főleg a gyapjúfeldolgozásban, eladásra vagy ajándékba szánt kötött gyapjú ruhadarabok készítésével, de más kézműipari ágazatokban is. (Az izlandi gyapjú kötöttáru ma nemzetközileg is népszerű; különlegessége, hogy festést nem alkalmaznak, hanem a különböző színű birkák gyapjából válogatják ki a sötét mintákhoz alkalmas gyapjút.) A gazdáknak általában az év vége előtt kellett kiegyenlíteniük a kereskedőkkel szemben felhalmozott adósságaikat, de a családtagok, dolgozók egymás számára is ekkor készítették el ajándékaikat. A hagyomány szerint a mécsesek mellett dolgozó kézművesek ilyenkor gyakran fogpiszkáló-szerű fadarabokkal támasztották ki szemhéjukat az elalvás ellen.

### Halászat
A környező tenger rendkívüli gazdagsága ellenére a halászat sokáig háttérbe szorult, valószínűleg a hajók készítéséhez szükséges faanyag szűkössége, és a viharos, hideg tengeren folytatott munka közvetlen életveszélye miatt. Amikor aztán felismerték e gazdasági ágazat előnyeit, és egyre inkább képessé váltak azok kiaknázására, a halászatot szigorú feltételekhez kötötték. Csak az foglalkozhatott vele, aki földdel rendelkezett a tengerparton. Az ilyen gazdák halásztanyákat alakítottak ki. Ezek kezdetben még a szárazföldi gazdaságok épületeinél is csak sokkal gyengébb életkörülményeket tudtak biztosítani, de fokozatosan felfejlődtek és létrejöttek a parti halászfalvak.

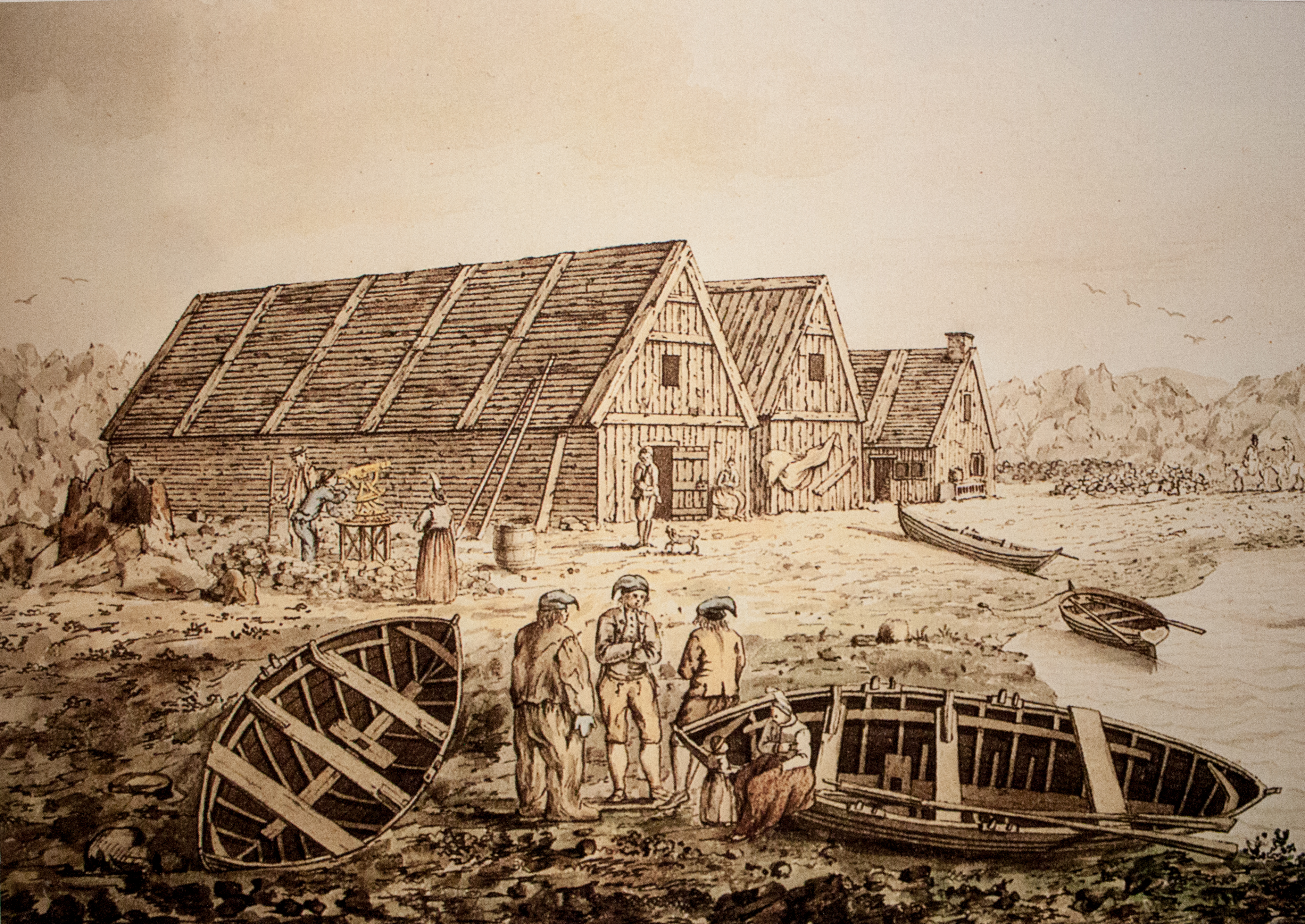
Az izlandi halászcsónakok első hiteles ábrázolása, egy külföldi utazó rajza 1722-ből
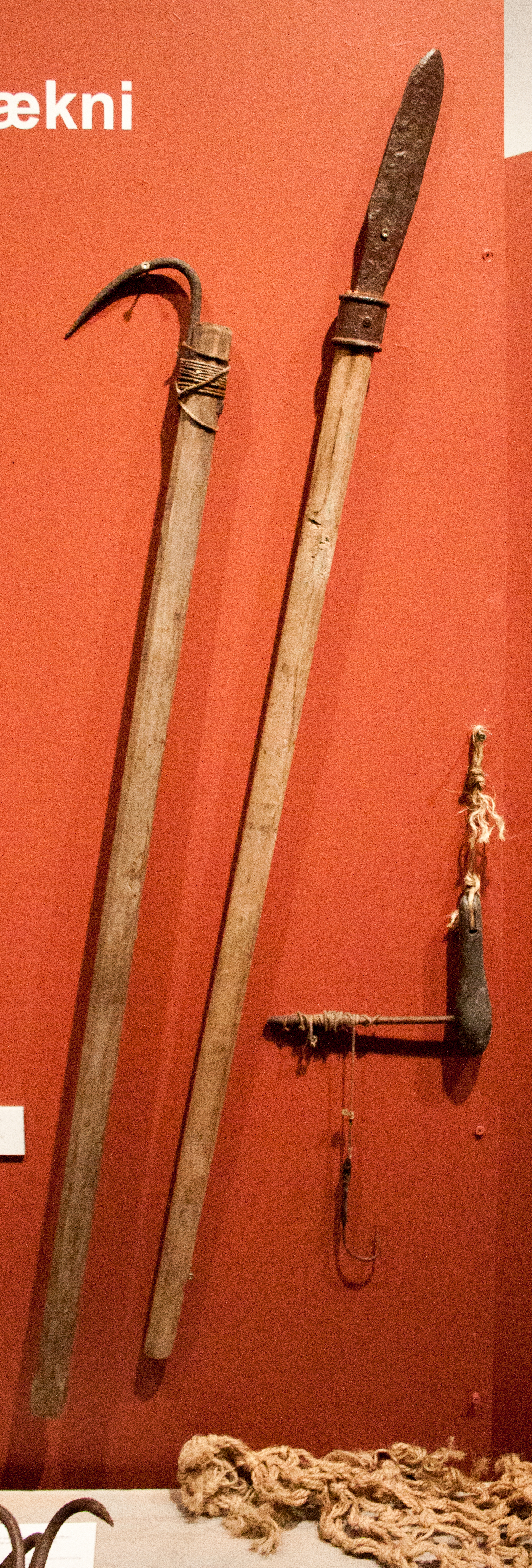
Egy évezreden át szinte változatlanul használt halászeszközök
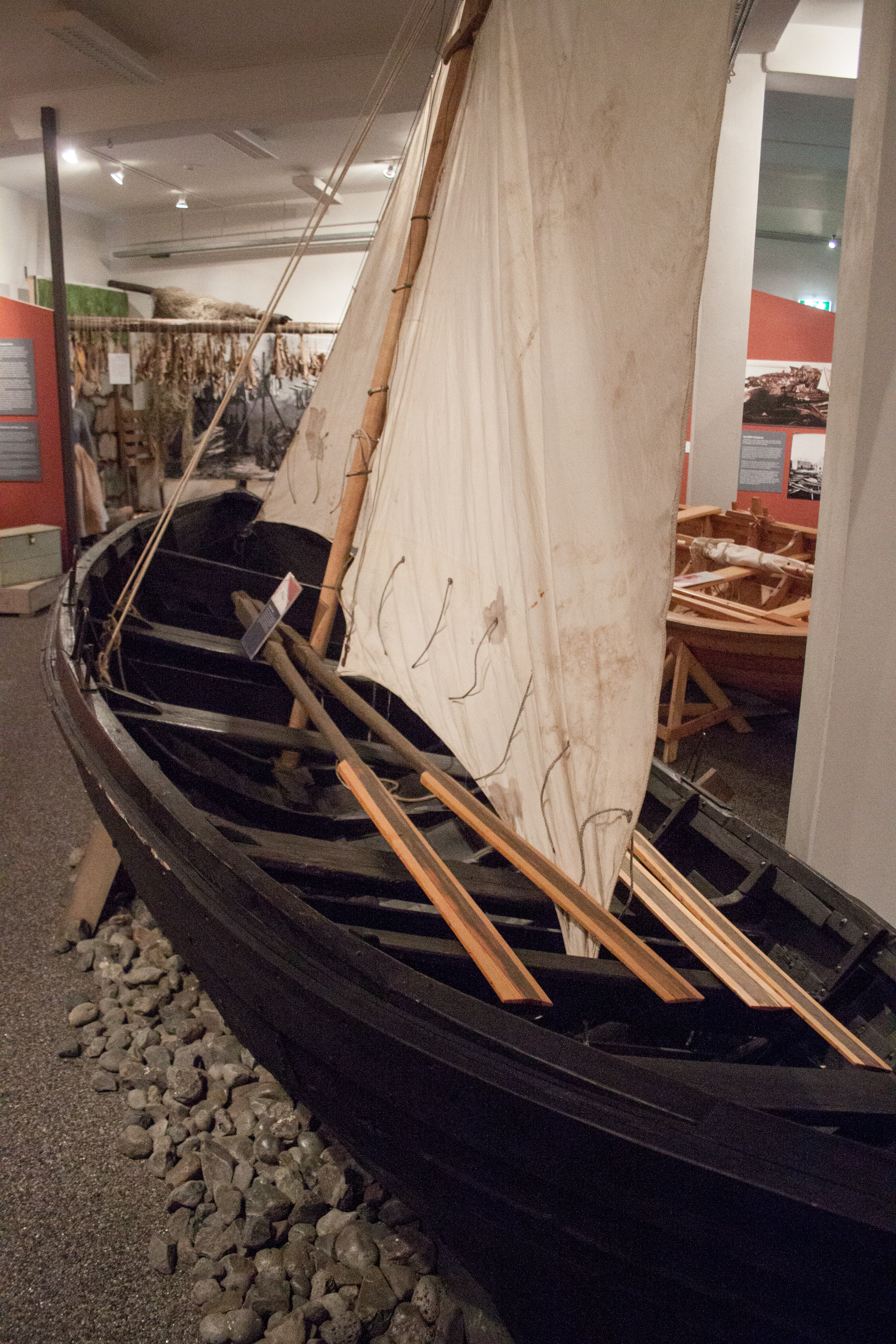
Az 1907-ben épült hagyományos halászcsónak a Reykjavíki Tengerészeti Múzeumban
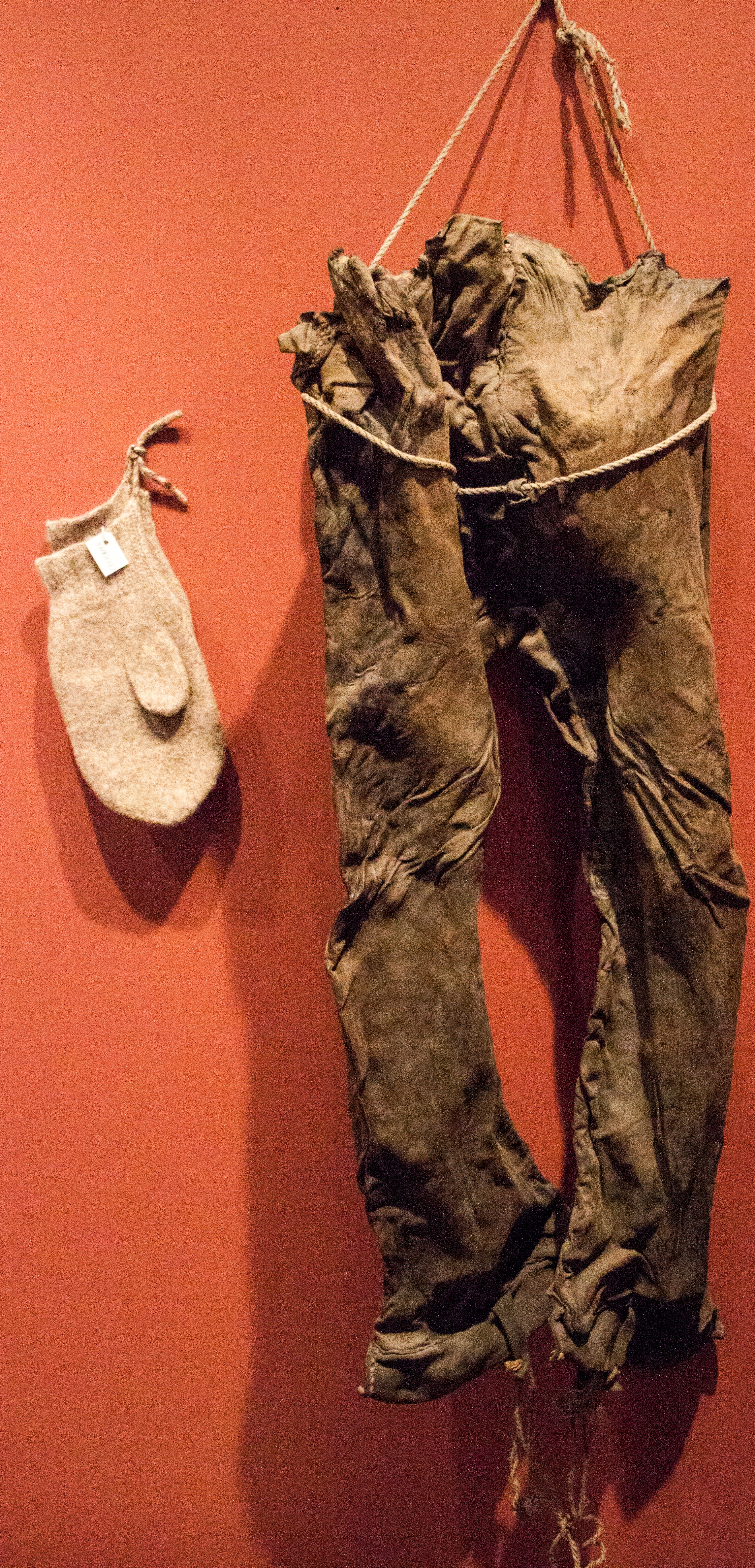
A halászok bőrnadrágja és gyapjúkesztyűje

A halászok három-öt pár evezős csónakokban szálltak vízre, köztük nők is voltak, néha még a halászcsapat vezetője is nő volt. A vezetők az indulás előtt gondosan tanulmányozták az időjárást, a szelet, a felhőket, a hullámzást; néha még a vízbe is begázoltak vagy megkóstolták a tengervizet, hogy megpróbálják felbecsülni a várható időjárást, amitől visszatérésük biztonsága függött. A halászszezonban egy-egy hirtelen vihar a vízen lévő halászok összességének, a környék lakossága nagy részének a halálát okozhatta.

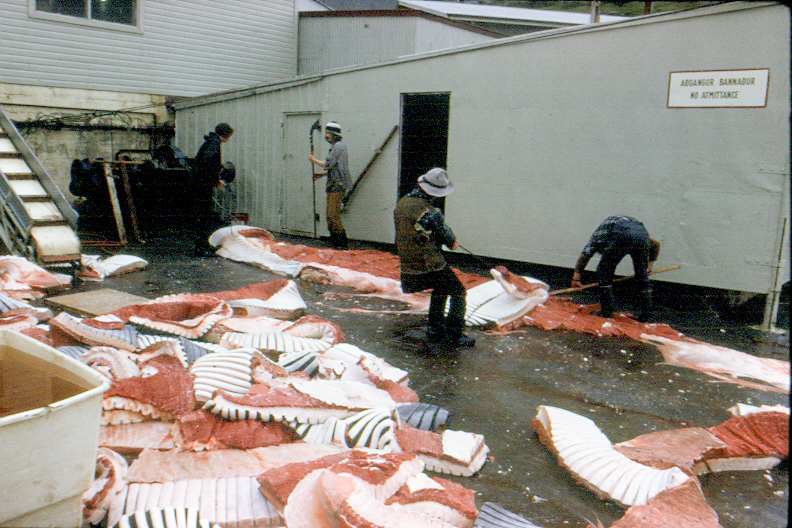
Bálnafeldolgozás Izlandon 1974-ben

A tengerpart a halászaton kívül más gazdagság forrása is volt. A hullámok gyakran mosták a partra az Izlandon kincset érő fatörzseket, amelyek nagyrészt a távoli Szibériából érkeztek a tengeri áramlatokkal. A partra vetett hínár egyes fajtái jó takarmány-kiegészítést jelenthettek a birkák és a marhák számára. A tengeri madarak tojásainak gyűjtése az embereknek jelentett értékes táplálékot. Hasonlóképpen gyűjtötték a madárpihét a fészkekből, ami kitűnő hőszigetelő képessége révén jó szolgálatot tett a ruházat és az ágynemű készítésénél. Különösen nagy szerencse volt, ha egy-egy – vagy egyszerre több – bálna vetődött partra (amint az azóta is előfordul időnként sokfelé a világon). Az izlandi nyelvben ma is él az az általánosságban nagy szerencsét jelölő kifejezés (magyarul megfelelője talán a „malaca van”), aminek a szó szerinti jelentése: „Micsoda partra vetett bálna!” Egy-egy ilyen állat akár egy egész körzet hússal, olajjal történő ellátását biztosíthatta hosszú időre.

### Kereskedelem
A belföldi és külföldi kereskedelem monopóliuma 1602-től egészen 1787-ig törvényileg is a dán kereskedők kezében volt, de domináns szerepük korábban és későbben is érvényre jutott. A fő exportcikkek a szárított hal, a kötött gyapjútermékek és a vaj voltak. Az izlandiak számára nagyon fontosak voltak az importcikkek, a gabona, liszt, építőfa, cukor, illetve az élvezeti cikkek, a kávé, a dohány és az alkohol.
A parasztgazdák évente „a városba”, azaz az egyik számukra elérhető, kikötővel rendelkező, alig néhány tucat házból álló kis településre mentek árujukkal, hogy azt eladják a dán kereskedőnek. Gyakran napokig váratták őket, amíg szóba álltak velük. A kereskedelmi tárgyalások nagyon egyoldalúak és hátrányosak voltak a parasztok számára, és gyakran, barátságosságot színlelve, le is itatták őket a fontos döntések előtt.
Nem meglepő, hogy ilyen körülmények között az izlandi parasztgazdák szívből gyűlölték a dán kereskedőket és minden lehetőséget megragadtak a monopóliumuk megkerülésére: igyekeztek közvetlenül üzletet kötni az oda látogató, más nemzetiségű kereskedőhajókkal.

## Család, házasság, a nők, gyermekek helyzete
Ebben a korban az izlandiak általában – gazdasági és egyfajta születésszabályozási okokból – csak 30 éves koruk körül házasodtak, ennek ellenére a gyermekek száma általában hat-tizenhat között volt. A felük nem érte meg a felnőttkort, ami a gyerekek számára hivatalosan már 14 éves korukban elkövetkezett a konfirmációval. A születések magas száma ellenére az izlandi lakosság összlétszáma a honfoglalástól a 19. századig alig emelkedett.
A szülést bába segítette; minden egyházközségben tevékenykedett egy-egy bába. Az újszülöttet hét napon belül bírság terhe alatt el kellett vinni a templomba megkeresztelni, ami hosszú, télen életveszélyes utazást jelenthetett a csecsemő számára.
A gyermekek már 5 éves koruk körül dolgozni kezdtek, télen is mindenféle házimunkát végeztettek velük. Szigorú, gyakran kegyetlen bánásmódban volt részük, ha netalán a nyári legelőn elvesztettek egy állatot, súlyos verést kaptak. De különben is rendszeres volt a testi fenyítés, amit nem kegyetlenségnek, hanem a „szeretet jelének” tartottak, amint ez a középkori európai társadalmakra általában is jellemző volt. A gyerekek így maguk is a durvaságig kemény, hideg, távolságtartó és ravaszkodó felnőttekké váltak. A vallásos nevelés lényege is az volt, hogy Isten könyörtelenül megbünteti a vétkezőket. Az alacsony átlagéletkor miatt sok volt az elárvult gyerek, aki nevelőszülőkhöz került, és ott általában még szigorúbb bánásmódban részesült, mint a vér szerinti gyerekek. A szülők, különösen sok életben maradt utód esetében, saját gyermekeik között is nagy különbségeket tettek.
Az izlandi társadalom történetének egyik legszomorúbb szabálya volt az, hogy az apa korai halála esetén – ami a nehéz körülmények között viszonylag gyakran megtörtént – a gyermekeket elválasztották anyjuktól és nevelőszülőkhöz adták. Ez volt a törvény önálló farmerek esetében is: az anya nem folytathatta a gazdálkodást, mivel a közfelfogás szerint amúgy sem lehetett képes erre, és előbb-utóbb úgyis az államnak kellett volna eltartani őt. Kiskorú gyermekeit elvették tőle és ő maga is köteles volt másik birtokra menni „béresnek” – fizetség nélkül, pusztán az ellátásért. Az elhunyt gazda földjét elárverezték, kedvező helyzetű, például tengerparti birtok esetében maga a (dán) állam vagy az egyház tették rá a kezüket; sok történész a törvény fő célját ebben találja meg. De nem csak az ingatlan, hanem minden ingóság, a feleség és a gyermekek legszemélyesebb tárgyai kivételével, erre a sorsra jutott. Az asszony esetleg egy gyermekét magával vihette, de ha voltak többiek, ők mindenképpen külön-külön más gazdaságokba kerültek; eltartásukért a körzeti hatóság fizetett minimális összeget, amit aztán az illető gyermek adósságaként jegyeztek fel. Sorsuk a nevelőszülőktől függött, akik között akadtak jólelkűek, de mesébe illően „gonosz mostohák” is. Még a 20. században is szinte minden izlandi családban éltek emlékek a távolabbi felmenők körében történt hasonló esetekről.

### Szexualitás
A szexuális életről írásos emlék nem maradt fenn. Nyilvánvaló, hogy túlnyomórészt a nemi élet is a közös szállásokon folyt a takarók alatt. A korabeli egyházi törvények (mind a katolikus korban, mind a reformáció után) szigorúan tiltottak mindenféle szexuális „deviációt”, általában a „túlzott” szexuális aktivitást, de konkrétan a homoszexualitásról vagy a bestialitásról nem esett szó bennük. A legszigorúbb, legrészletesebb törvények a „vérfertőzés”, a közeli rokonok közötti nemi kapcsolat tilalmával foglalkoztak. Ez egyben jelzi az ilyen esetek viszonylagos gyakoriságát az egymástól távol eső, elszigetelt tanyákon. Rajtakapás esetén a vérfertőzésen ért férfi büntetése a lefejezés, a nőé vízbe fojtás volt. A Þingvellir Nemzeti Park területén ma tábla jelzi az egyik természetes vízmedencénél, hogy itt hajtották végre a nők ellen hozott halálos ítéletek egy részét. 
A házasságon kívüli nemi kapcsolatot, illetve gyermek születését ilyen kapcsolatból a feljegyzések szerint kevésbé vették szigorúan. A törvénytelen gyermek szüleit pénzbírságra kötelezték, és a negyedik ilyen eset után össze kellett házasodniuk. A házaspárok nemi életét is szigorú egyházi törvények szabályozták: például sok egyházi ünnep előtt tiltották a testi érintkezést.
A rendkívül babonás izlandi társadalomban más út is volt a „törvénytelen” gyermek elfogadtatására. A nyári legelőn serdületlen fiúkkal együtt dolgozó nők gyakran terhesen tértek vissza a tél kezdetén; bár nyilvánvaló volt, hogy időnként férfi látogatókat fogadtak, ők azt állították, hogy álmukban tündérek ejtették teherbe őket. Ezt a közösség általában elfogadta, későbbi házasságukat ez nem akadályozta.

## Otthon, lakás

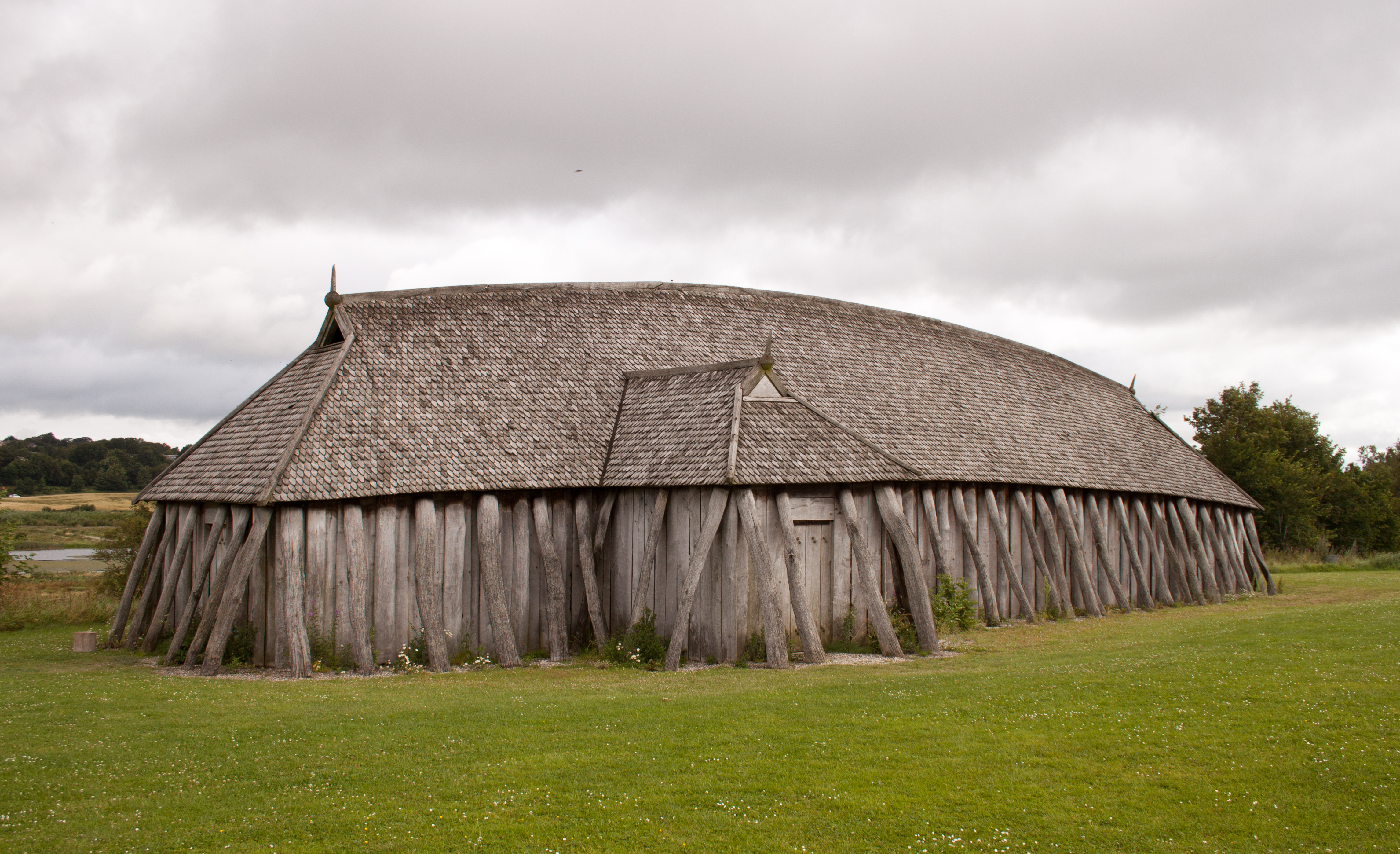
Viking hosszúház rekonstrukciója Dániában; az izlandi építkezések elődje

Az izlandi építkezés a germán, óskandináv és viking hosszúházak hagyományait követte, azonban súlyos nehézséget okozott a faanyag hiánya. Ezért a fő építőanyag a tőzeg lett, amiből gyeptéglaszerű lapokat emeltek ki, és ezeket egymásra rakva építették fel a falakat, majd a tetőt, minimális faszerkezet, valamint terméskő segítségével. A tőzeg jó hőszigetelő volt, de ezek az épületek néhány év alatt az időjárás viszontagságai és saját súlyuk miatt szétmállottak és visszaolvadtak a természetbe, helyettük újakat kellett építeni.
Az izlandi letelepedés idején az akkori észak-európai szokásoknak megfelelően, az elhelyezendő emberek számának függvényében 15-től egészen 80 méterig terjedő hosszban építettek házakat, szélességük 5–7 méter között mozgott, legnagyobb külső magasságuk pedig négy méter körül volt. Egy vagy két bejáratuk volt, és középen hosszú tűzhely – a földbe vájt sekély mélyedés, kövekkel elhatárolva – húzódott végig. A fekhelyeket a fal mellett húzódó emelvényen, azzal párhuzamosan alakították ki.
A helyi fejlődés nyomán ezek a házak fokozatosan csatlakozó vagy különálló melléképületekkel egészültek ki, mint a raktárak, konyha, műhely, illemhely, fürdő (a finn szaunához hasonlóan) illetve a vendégek fogadására alkalmas helyiség. A különálló kis házakat alagutakkal kötötték össze a főépülettel, főleg a (még) hidegebb északon, hogy télen ne kelljen a szabadba kimenni.
Az épületeknek csak a bejárati homlokzatát készítették fából, és itt tudtak ablaknyílást elhelyezni, ami egy csekély fény bejutását tette lehetővé. A fa homlokzat viszont jobban átengedte a hideget, mint a tőzegfal, ezért ez a megoldás inkább a sziget déli részén terjedt el. Idővel egy-két ablakot is kialakítottak a tőzegtetőkben, amiket a borjú magzatburkából készített hártyával fedtek be. Ha valaki meghalt, akkor a fekhelyéhez közeli tetőablakot eltávolították, hogy szelleme távozhasson, majd megfordítva helyezték vissza, hogy ne térhessen vissza kísérteni.
A tradicionális tőzegépületek a 20. század elején tűntek el, mint a szegénység, nyomorúság jelképei. Csak a 20. század második felében építettek ilyeneket újra tudományos, ismeretterjesztő céllal.

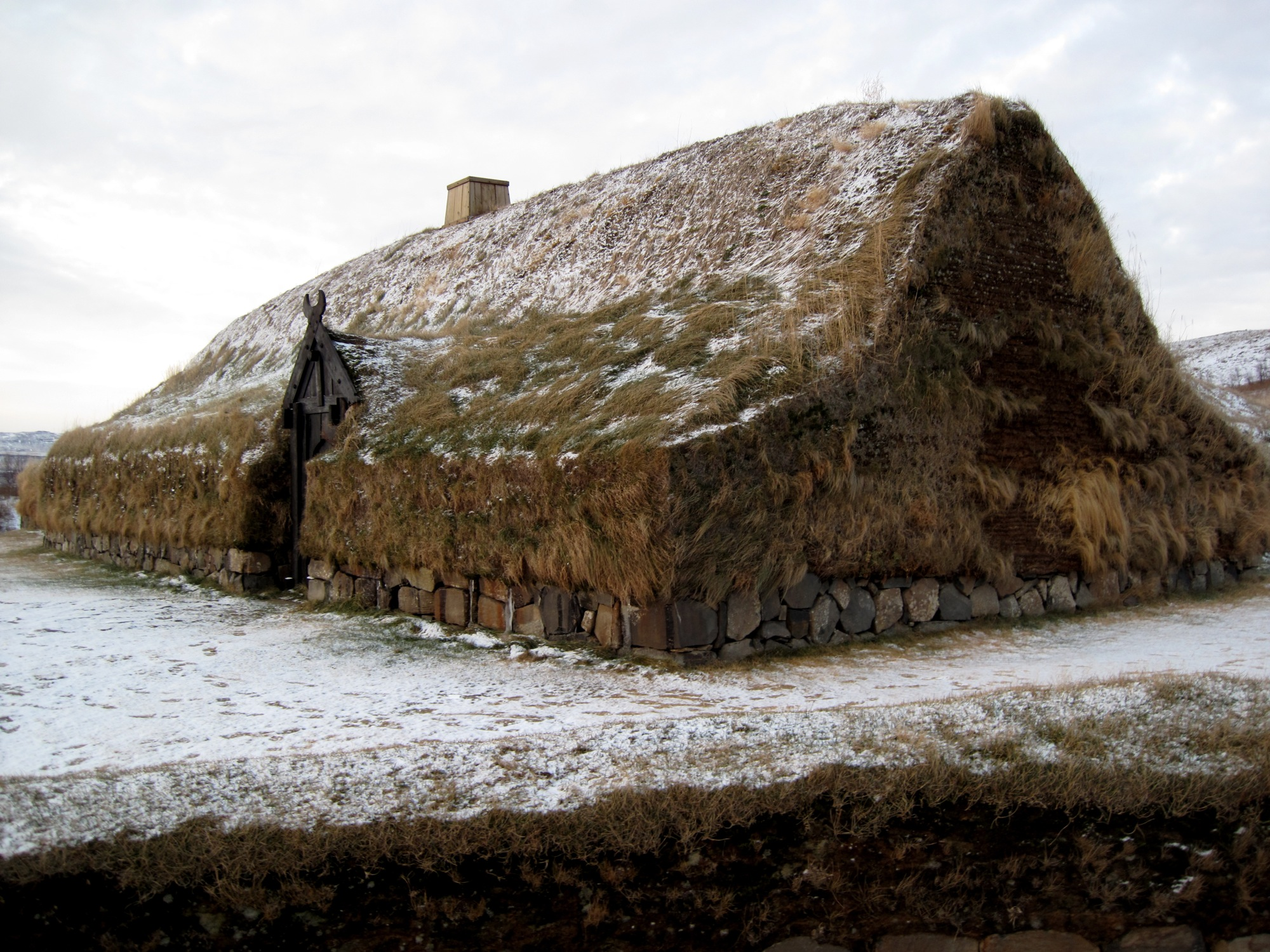
Az 1000 körüli évek tőzegházának rekonstrukciója
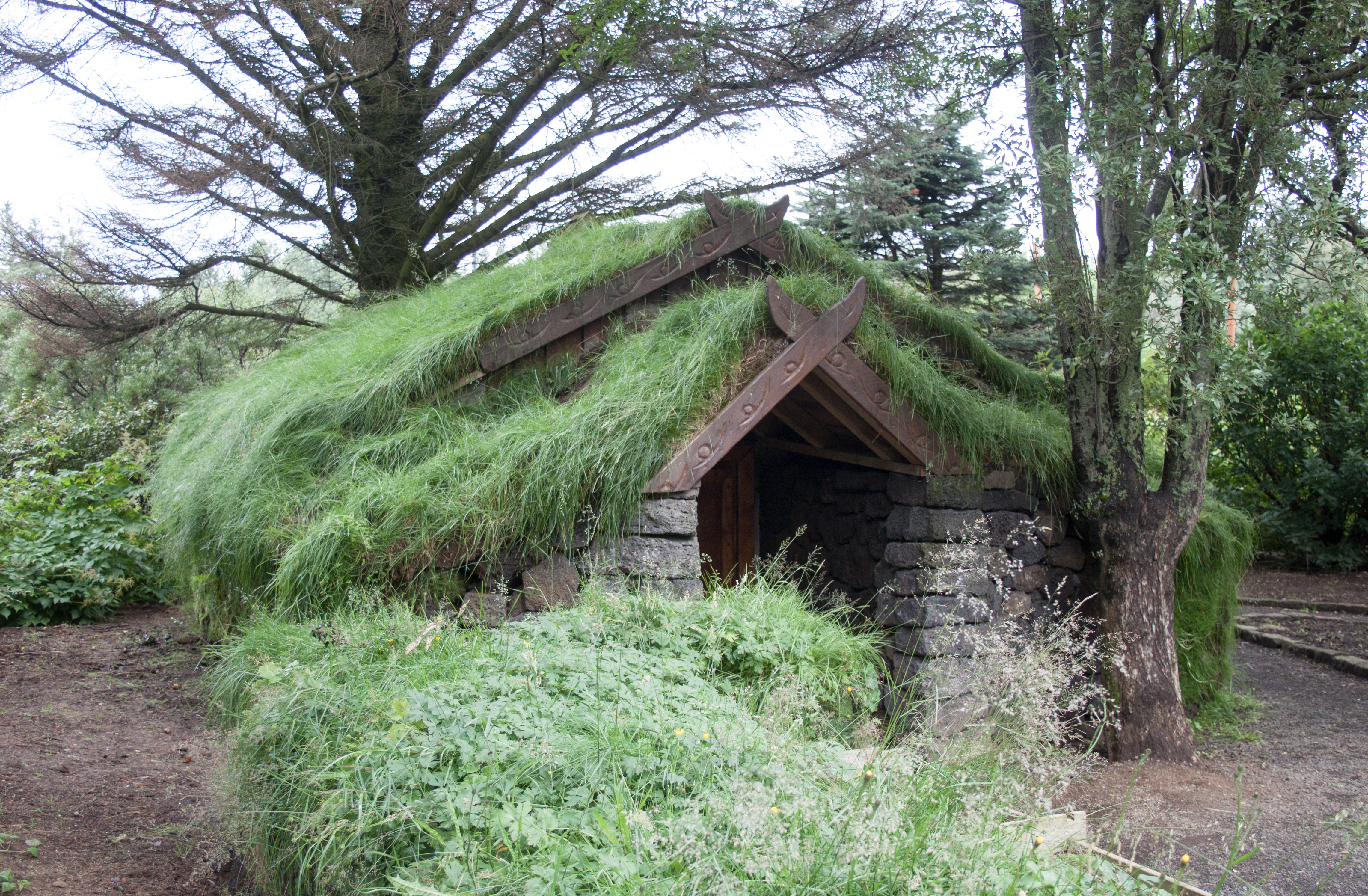
Hagyományos épület rekonstrukciója a Reykjavíki Botanikus Kertben
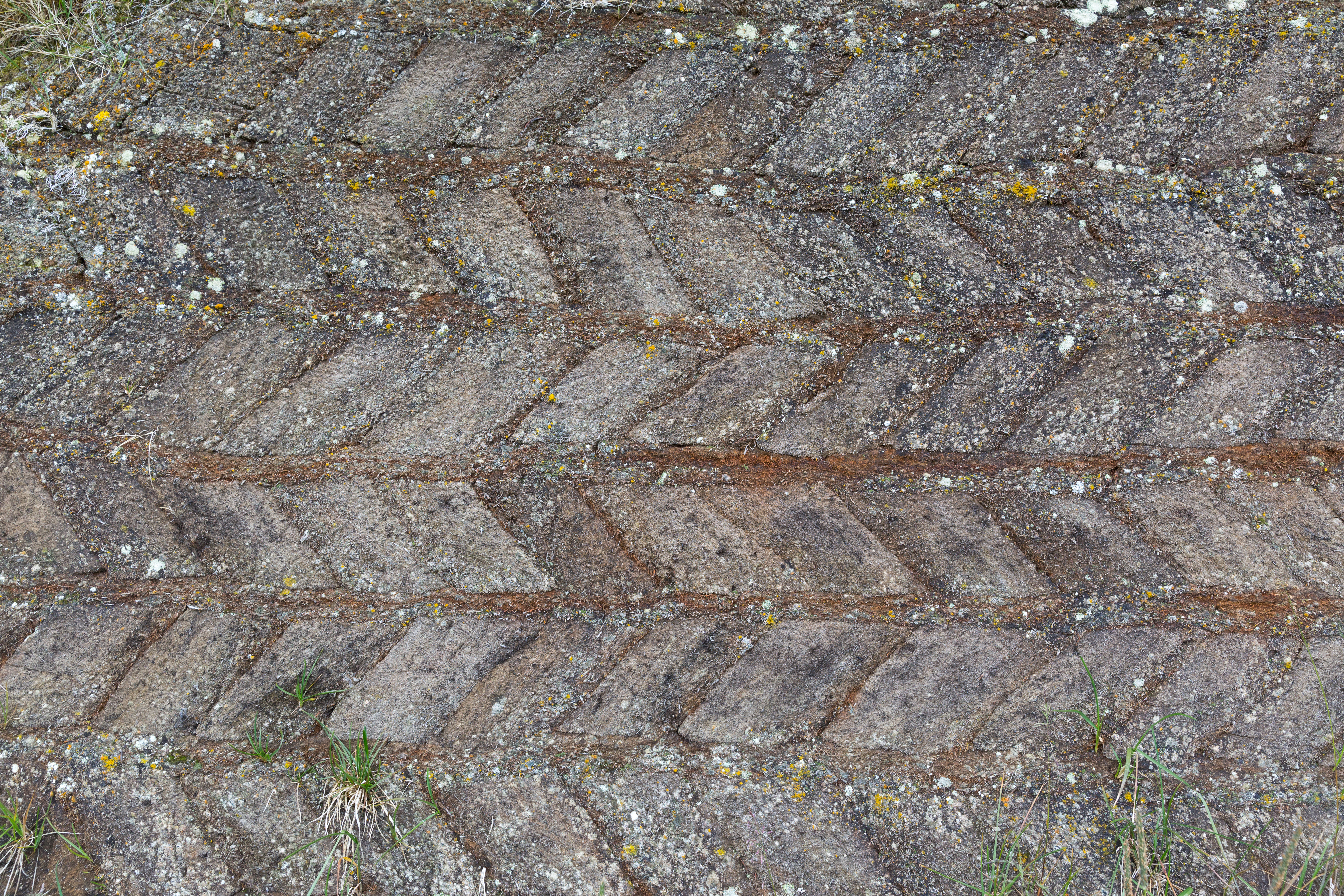
A tőzegfal szerkezete
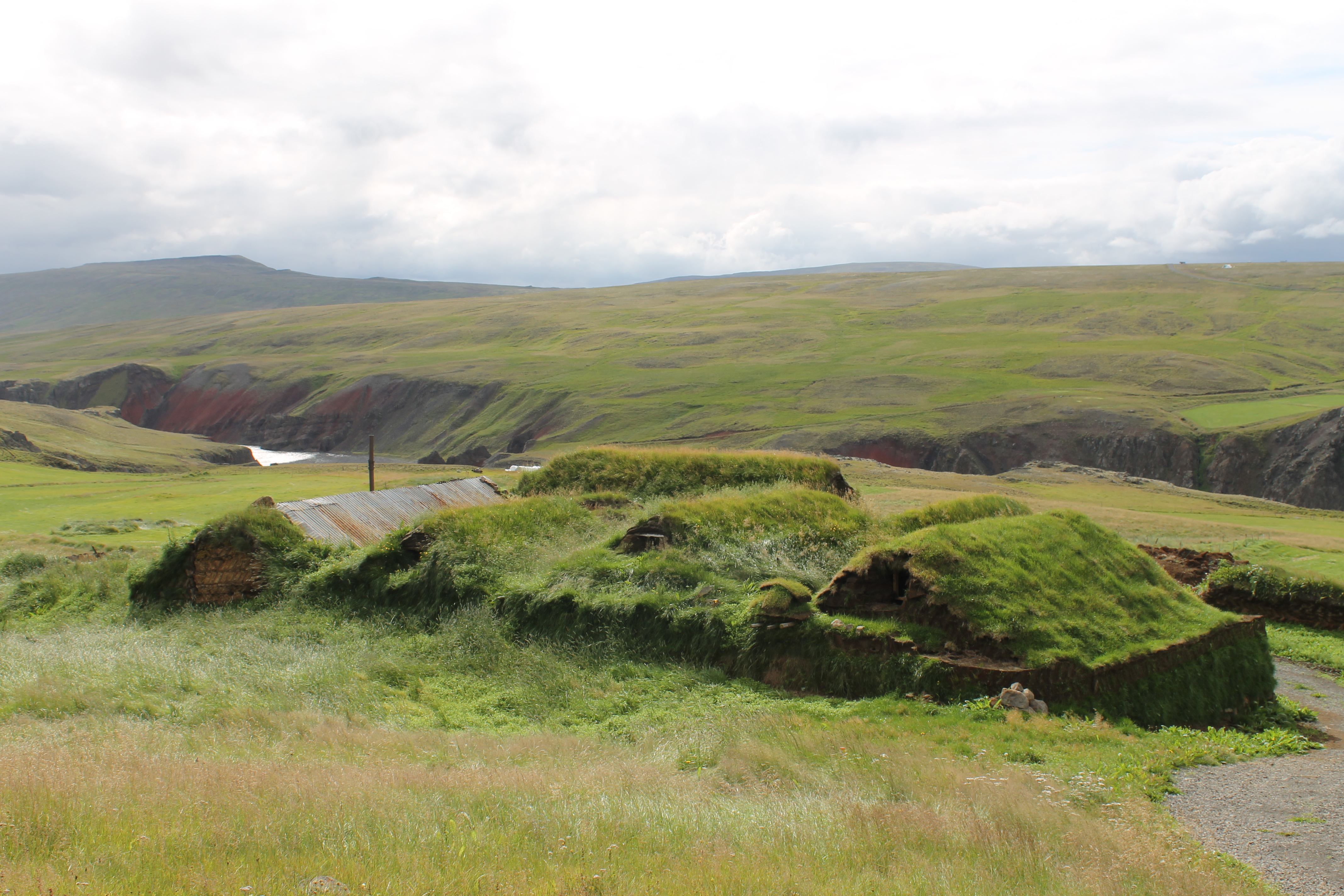
Tőzegházakból álló tanya a tájban

### Fürdő
A finn szaunához hasonló fürdő izlandi neve baðstofa. Kezdetben ezeket az akkor még meglévő, alacsony növésű fákból álló csekély erdőkből kivágott fával fűtötték, és a hosszúházhoz csatlakozott annak a végén, átlagosan 4 méter szélesen és 7 méter hosszan. Általában a birkák és marhák istállója feletti szinten alakították ki, hogy az állatok melege is segítsen ott megfelelő hőmérsékletet tartani. Az Izlandon a 13. század derekán meginduló kis jégkorszak hideg éghajlata az izlandiakat fokozatosan arra szorította, hogy mindannyian, állandó jelleggel beköltözzenek az eredetileg fürdő céljára szolgáló kisebb helyiségbe, és ott éljék mindennapi életüket, saját testük melegével is fűtve a szűk helyiséget. A fürdő ezt a nevét megtartotta, de rendeltetésszerű használatáról kényszerűségből leszoktak, évente csak egyszer fürödtek, hálóhelyüket, „ágyneműjüket” is csak hasonló „gyakorisággal” frissítették fel. Éjjeliedényüket, köpőcsészéiket a gyerekek ürítették reggelente. Ennek megfelelő szag uralkodott a helyiségben. A lakók az élősködők miatt testüket véresre vakarták, a napfény és a szellőzés hiánya tovább segítette a betegségek terjedését, aratott a halál a körükben.
Az egykori fürdő végében a későbbi korokban a gazda és felesége számára külön szobát alakítottak ki, a többiek továbbra is egy légtérben aludtak. A korábbi lakóhelyiség funkciója megváltozott, a bejárattól a „fürdőig” húzódó fűtetlen raktár-folyosó lett.

## Szórakozás, sport

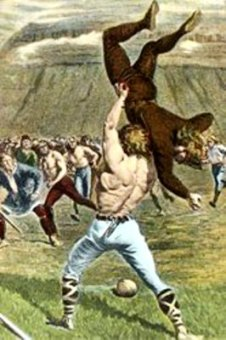
A glíma grafikus ábrázolása

A szórakozási lehetőségek az izlandiak mindennapi életében rendkívül korlátozottak voltak. A hosszú téli estéken a szűkös szállásokon rendszeresen olvasták, felmondták a régi sagákat, de más, frissebb történeteket is. Időnként énekeltek vagy verseket mondtak. 
Ilyen körülmények között egy-egy vendég, vagy idegen vándor érkezése, legyen ő kereskedő, mutatványos vagy akár kéregető, nagy érdeklődést váltott ki. A vendégszeretet garantált volt – természetesen azon a végtelenül szerény színvonalon, amin a háziak is éltek –, a vendég fogadásának, üdvözlésének igen részletes hagyományai jöttek létre.
Korán elterjedt Izlandon a sakkozás, és e hagyományra támaszkodva az ország a 20. században nagy nemzetközi sikereket ért el.
Nyáron a szabadban gyakorolták a birkózás izlandi népi változatát, a glímát. Más erősportok is nagyon népszerűek voltak, mint a súlyemelés különböző formái. E tradíció alapján az 1977-ben indult World's Strongest Man vetélkedéseiben több tucatnyi ország között az ötletadó és fő szervező Egyesült Államok mögött a második legtöbb első helyet, 2018-ig kilencet, ők szereztek meg.

## Mindennapi elfoglaltság
A csaknem fél éves tél idején az emberek alig hagyták el házaikat. A gyéren világító tűz fényénél eltöltött hosszú estéken a közös foglalatosság (kvöldvaka, szó szerinti fordításban esti virrasztás) sajátos kombinációja alakult ki. A gazdasági jellegű házimunka, a gyapjúfonás, ruhakészítés, szerszámkészítés és -javítás összefonódott a kulturális tevékenykedéssel, a gyerekek oktatásával, nevelésével, közös versmondással, amelynek során mindenki egy-egy sort mondott el a versből, a régi hősökről szóló legendák, a sagák, vagy újabb megtörtént és kitalált történetek felolvasásával vagy fejből történő felmondásával.
A gyermekek írni-olvasni is így tanultak meg. Az írástudást, főleg a régi történetek iránti tisztelet jegyében, az izlandi történelem kezdeteitől igen fontosnak tartották és a gyermekek el is sajátították azt. A 18. században a nemzeti egyház egyenesen kötelezővé tette az olvasás elsajátítását, természetesen elsősorban a vallási szövegek megismerése érdekében. Ezt a helyi lelkész ellenőrizte, aki időről időre felkereste a farmokat, és ha analfabéta gyermeket talált, jogában állt áthelyezni őt egy olyan farmra, ahol jobban gondoskodtak a tanulásáról. A gyerekek természetesen rettegtek ezektől a látogatásoktól és ez is tanulásra sarkallta őket.

### Világítás
A gyakorlatilag ablaktalan tőzegházakban szinte teljes sötétség uralkodott, csak az állandóan parázsló tűz adott némi fényt. Az izlandiak ezért igen nagyra értékelték a fényforrásokat. A gyertyákat eleinte csak importból ismerték és templomokban, középületekben alkalmazták, de 1400 körül rájöttek arra, hogyan lehet helyi alapanyagból, faggyúból gyertyát előállítani, és ettől kezdve általánossá vált a házi gyertyakészítés. A gyertya azonban így is drága maradt, és az egyes személyek által birtokolt saját gyertya nagy kincsnek számított; például népszerű karácsonyi ajándék volt egymás számára családtagok, ifjú párok között.
A másik fényforrás az olajlámpa volt: eleinte csak homorú kövek mélyedéseibe töltötték a halolajat és egy helyi fűfajtából készített kanócot helyeztek bele, majd célszerűbb olajlámpásokat is készítettek. Az égő halolaj szaga természetesen csak tovább rontotta a házak levegőjét. A petróleumlámpák csak a 19. században jelentek meg, és nagy bizalmatlansággal fogadták őket, mert „túl nagy” fényt árasztottak, és veszélyesnek tűntek.

## Izlandi konyha

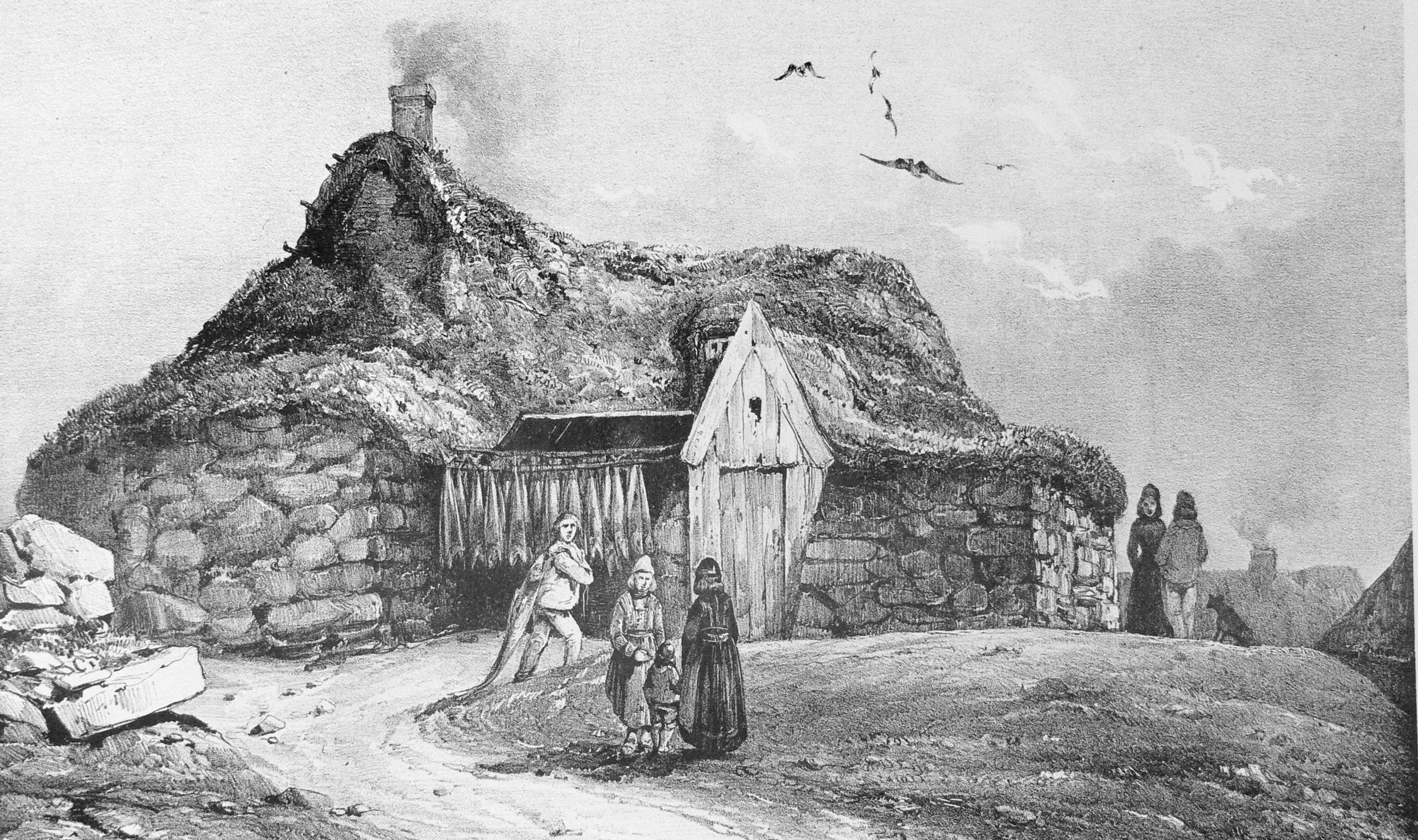
Izlandi halászkunyhó ábrázolása 1835-ből: előtte szárított hal állványokon

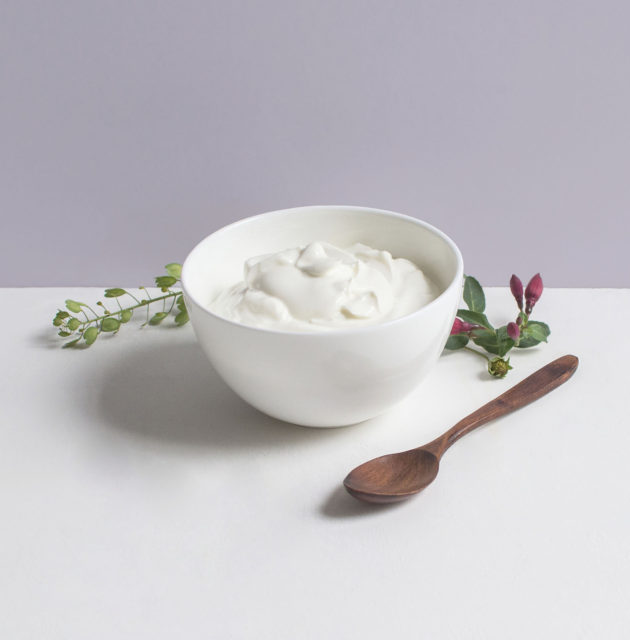
Az izlandi skyr

Az izlandi étkezés alapját a birkatenyésztés termékei adták, elsősorban a tej és az ebből készült termékek, aztán a birka húsa, belsőségei, minden ehető része. Ehhez járult a szárított hal és kevés, importból származó gabonatermék, liszt. A zöldséget alig, a gyümölcsöt egyáltalán nem ismerték, hiszen utóbbit a kor szállítási módszereivel importálni sem lehetett. A banán, narancs, alma csak a 20. században jelent meg Izlandon. Zöldség gyanánt a vitaminszükséglet fedezésére, a skorbut elkerülésére már a korai időszaktól salátaboglárkát ettek. A tengeri hínárok bizonyos fajtáit, és a végtelen mennyiségben rendelkezésre álló, manapság különböző kedvező egészségügyi tulajdonságai miatt nemzetközileg is híressé vált izlandi zuzmót is fogyasztották.
A gabona a kis jégkorszak kezdete után már nem érett be Izlandon. 1550 körül a lisztet már szinte hírből sem ismerték. Később a dán urak, kereskedők importja révén fokozatosan újra megjelent, azonban elképesztően drága volt. Emiatt amikor már elérhetővé vált, akkor is nagyon takarékosan bántak vele, tartósítás és hígítás céljából például szárított hínárral vagy izlandi zuzmóval keverték. A lisztből készült sütemények később ünnepi ételnek, luxuscikknek számítottak: hajszálvékony, ostyaszerű „kenyereket”, süteményeket készítettek. A vékony palacsinta ma is nagyon népszerű eleme az izlandi konyhának.
A burgonya a 17. században jelent meg Izlandon; eleinte bizalmatlanul fogadták, sajnálták a jó fűtermő területeket burgonyával bevetni, de aztán egy „tájékoztatási kampány” nyomán elterjedt és azóta is az izlandi konyha fő alapanyagai közé tartozik.
Nagy gondja volt az étkezésnek a só hiánya; a vulkanikus izlandi földben só egyáltalán nem fordult elő, a tengervízből történő lepárlás pedig a gyenge napsütés és az egyéb energia hiánya miatt nem jöhetett szóba. Próbálkoztak a só kinyerésével a tengervízből fagyasztás révén, azaz ugyanazt a tengervíz-mennyiséget újra és újra hagyták megfagyni, leszedték róla a jeget, majd megint megfagyasztották. Így azonban nagyon nehézkesen és nagyon kevés sóhoz jutottak. Mindennaposabb volt az az eljárás, hogy magas sótartalmú hínárt égettek, és a hamuját szórták az ételre.
Só nélkül a tartósítás is más módokon történt. A halak esetében a szárítás volt az általános; a szárított hal ma is kedvelt étel Izlandon, bár a külföldiek nehezen viselik a szagát. Emellett a levegőtől elzárva – a földben, vagy tartályban – történő erjesztés gyakorlata is általános volt. Az az előnye is megvolt ennek az eljárásnak, hogy az alapanyag ehetővé tétele nem igényelte a hőkezelést, azaz az olyannyira szűkös fűtőanyagot. Ez a fajta, gyakorlatilag mesterségesen rothasztott hal- és egyéb hús szinte csak a helybéliek számára élvezhető, viszont az ő körükben ma is tradicionális ünnepi ételek készülnek ilyen módon. Hasonló fogások egyébként más skandináv országok konyhaművészetében is előfordulnak, tehát nem kizárólag a szélsőséges izlandi helyzet termékei. (Az ókori rómaiak által igencsak közkedvelt és drága garum mártás is a hal rothasztásával készült.)
Megtalálták a bőségesen rendelkezésre álló tejtermékek tartósítási célú hasznosításának a módját is: a birkahúst, esetleg halat hordókban, savóban tették el, így évekig elállt.
A vaj a birkák tejéből készített legértékesebb élelmiszer volt, pénzhelyettesítővé, általános értékmérővé, a felhalmozás eszközévé is vált. A béresek vajban kapták a fizetségüket, amit aztán más használati cikkekre cserélhettek a városban. A gazdák vajban fizették a bérleti díjat birtokuk után. A nagybirtokosok egész vajhegyeket halmoztak fel. Tárolása során nem riadtak vissza attól, ha a felszíne megavasodott, felfogásuk szerint ez megvédte a vajat a további romlástól. A vaj magas zsírtartalma csak növelte az értékét, akkoriban a minél több kalória fogyasztása a túlélés záloga volt.
Az importból származó élvezeti cikkek a köznép asztalán csak a szóban forgó időszak vége felé jelenhettek meg. A cukor azonnal nagy népszerűségre tett szert, és sajnálatos módon az izlandiak addig kitűnő fogazata gyorsan romlásnak indult. Fontos élvezeti cikk lett a kávé, és természetesen az alkohol.

### Napi étkezések
A hagyományosan már hat óra körül elfogyasztott reggeli fő étele is a skyr (hordókban hosszú ideig tárolható savanykás tejtermék), valamint friss tej volt. Egy korai löncs-szerű étkezés volt a következő, délelőtt tíz-tizenegy körül ugyanezekből a fogásokból, esetleg némi zabkásával, ha volt. A napi főétkezést délután kettő-három körül költötték el (rendesen egyben ez volt az utolsó napi étkezés), ennek fő fogása általában a szárított hal volt vajjal, időnként hús- vagy halleves, vagy valami tejes-lisztes fogás.
Az élelmet a gazdaság asszonya, a gazda felesége osztotta ki a családtagoknak és a béreseknek egyaránt – kisebb helyeken naponta, étkezésenként, nagyobb gazdaságokban hetente. A férfi béresek egy hétre általában öt kiló szárított halat és 1,75 kg vajat kaptak; a nők ennek csak az egynegyedét.

## Vallás

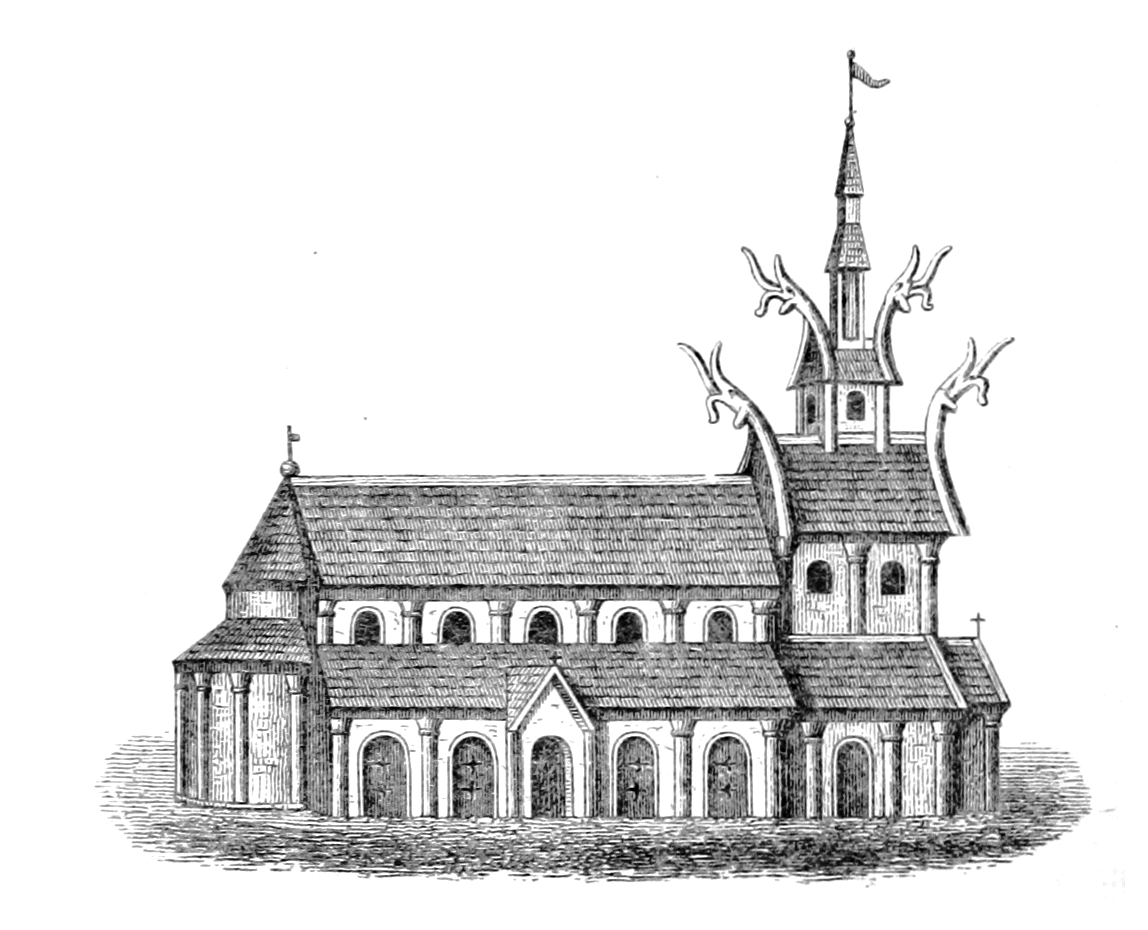
A korai keresztény templomok pogány stílusban épültek, gyakran sárkányfejek ábrázolásával a tetőzeten

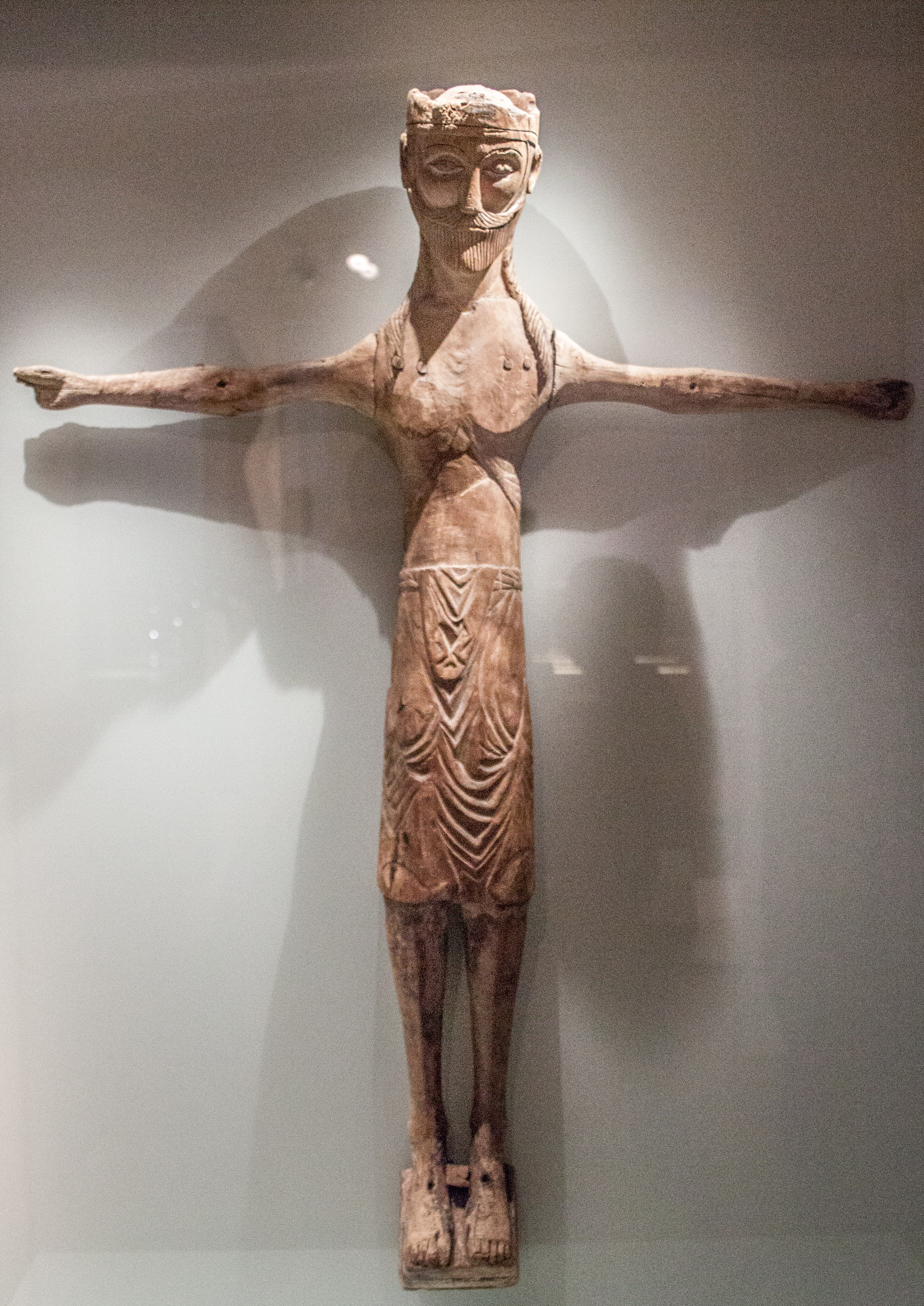
1200 körüli faragott Krisztus-szobor

A kereszténységet a 10. század eleje körül kezdték elfogadni Izlandon, egyedülálló módon egy közös politikai döntés, az Alþingi, az izlandi népgyűlés határozata alapján. Pontos dátumot viszont nehéz megállapítani. Később Olaf Tryggvason norvég király 997-ben küldte a szigetre Thankbrand nevű udvari káplánját egy csapat misszionáriussal.
Norvég nyomásra az Alþingi (népgyűlés) bár elfogadta a kereszténységet, de az új vallás igen gyenge maradt és nehezen vert gyökeret az emberek mindennapjaiban. A kereszténység mellett még hosszú ideig megmaradtak a pogány kultuszok, mivel a népgyűlés meghagyta a lehetőséget arra is, hogy nem nyilvánosan a régi isteneket is tiszteljék. A hosszú átmeneti korban részben a kereszténység elemeivé alakultak az óskandináv hitvilágból származó népi hiedelmek. Az első keresztény templomokat törzsfők alapították, akikkel együtt házuk népe is megtért. Jópáran közülük papok is lettek. Az izlandi katolikus egyháznak fő jellemzője volt, hogy itt nem érvényesült a cölibátus, azaz a papi nőtlenség. A távoli szigetre a római egyház nem tudott erősebb nyomással élni, így az itteni papok megházasodtak. Nem egy esetben a fiúk követték apjukat a papságban.
Népszerű volt a mágia a szigeten, de az egyház gondoskodott arról, hogy ez eltűnjön. A kereszténység Izlandból aztán Grönlandon is terjedt, mely külön püspököt kapott.
A bevándorló norvégok hatása alatt nagy költői és prózai virágzás indult meg, melynek alkotásait a 12. század után fel is jegyezték; megjelent a két műből álló Edda, amely az ősi germán vallásra vonatkozó legértékesebb forrásunk. A Kristni saga (azaz „A kereszténység története”) a 13. században íródott és az izlandiak megkeresztelésének körülményeiről ad meglehetősen hiteles beszámolót.
1200 táján kettő katolikus püspöksége, 220 temploma és 290 papja volt a szigetnek.
A középkor végi vallásos költészet kiemelkedő alakja Eysteinn Ásgrímsson szerzetes volt.
A 16. században a dán király parancsára a sziget a többi skandináv országhoz hasonlóan protestáns lett. 
A reformációt 1550 körül, a gyarmati hatalom vezette be, jelentős erőszakkal; az ellenállás oka nem annyira vallási, mint inkább politikai volt, a szuverenitás maradványainak védelméről szólt. Az utolsó katolikus püspököt, Jón Arasort, miután éles szóval és fegyverrel küzdött a hitújítás ellen, 1550 táján kivégezték.
A reformáció és a könyvnyomtatás bevezetése után újból fellendült az irodalom; 1584-ben jelent meg Guðbrandur Þorláksson izlandi nyelvű teljes Biblia-fordítása.
A szigeten csak 1874 óta tűrték meg újra a katolikusokat. A 19. század végén csak egyetlen katolikus család élt itt. A katolikus egyház majd csak azután indult újra fejlődésnek, hogy több szerzetes telepedett le a fővárosban.
A hitviláguk jó és gonosz álfokkal népesítette be a környező világot. A mindennapi életre vonatkozóan követendő részletes szabályrendszert alakítottak ki a katasztrófák elkerülése, a kedvező fejlemények elősegítése, a sors irányítása érdekében.
Az emberek hagyományosan hisznek az álfokban, és még napjainkban is több mint a népesség fele hisz bennük vagy azt mondja, hogy lehetséges, hogy léteznek.

## A szépirodalomban
Halldór Laxness izlandi író Izlandi pör (Európa könyvkiadó, Bp., 1965) című regényében az izgalmas cselekmény mellett részletesen foglalkozik az 1700 körüli évtizedek izlandi életkörülményeivel is.